# ادوین ال. مارین
ادوین ال مارین (انگلیسی: Edwin L. Marin; ۲۱ فوریهٔ ۱۸۹۹ – ۲ مهٔ ۱۹۵۱) کارگردان اهل ایالات متحده آمریکا بود.
از فیلم‌هایی که وی در آن‌ها نقش داشته‌است، می‌توان به فلوریان اشاره نمود.